# Rönnskär (Kökar, Åland)
Rönnskär är en ö i Åland (Finland). Den ligger i Skärgårdshavet och i kommunen Kökar i landskapet Åland, i den sydvästra delen av landet. Ön ligger omkring 62 kilometer öster om Mariehamn och omkring 220 kilometer väster om Helsingfors.
Öns area är 5 hektar och dess största längd är 330 meter i öst-västlig riktning.